# Осада Ата
Осада Ата (фр. Siège d'Ath) — осада фламандского города Ат французскими войсками в период 15 мая — 5 июня 1697 года в ходе войны Аугсбургской лиги.
В 1667 году при Людовике XIV Ат был впервые занят французами в ходе Деволюционной войны и перестроен Вобаном по его системе, но по Нимвегенскому миру город перешел обратно к испанцам.

## Ход осады
В 1697 году Ат был осажден и снова взят французами, причём Вобан, руководивший осадой, имел случай испытать на крепости, им самим построенной, предложенную им же постепенную атаку, уже примененную перед тем под Маастрихтом в 1673 году; здесь также получили применение известные рикошетные батареи, введение которых обеспечивало в то время перевес атаки над обороной.
Осада Ата 1697 года началась 15 мая с окружения крепости 11-и тысячным отрядом кавалерии под командованием капитана Роза; 16 мая подошла 40-тысячная осадная армия маршала Катина, для прикрытия осады в Остише находился обсервационный корпус маршала Вильруа. К этому времени крепость была в значительно запущенном испанцами виде; восстановить успели, и то лишь частью, только контрэскарпы и гласис, да кое-где установить палисады. Ведение подступов против Бургундского бастиона вследствие наводнения реки Дандра было чрезвычайно затруднено. Но на остальном протяжении осадные работы были вполне возможны. Защитников, под командованием графа фон Кекса, было всего 4100 человек. Вооружение крепости было плачевное: при сдаче по факту оказалось годных только 31 пушка и одна мортира. Против них, при 40 000 человек, введено было в дело осаждающими 34 24-х фунтовые пушки, по 6 12-и фунтовых и 8-и фунтовых и 48 мортир — всего 94 орудия.
Уже 22 мая в 8 часов дождливого темного вечера Вобаном была заложена 1-я параллель на расстоянии 575 метров от крепостных верков. Параллель была 3200 метров длины, но её закладка все же была выполнена без потерь для атакующих. Вторую параллель, в 300 метрах от крепости, удалось заложить в следующую же ночь, а также соединить её с тылом подступами, по капиталям Намюрского и Лимбургского бастионов и равелина между ними. На 3-ю ночь была закончена вторая параллель и начаты сапы к исходящим углам атакованных верков. Считая первую параллель прикрывающим средством против первоначальных вылазок, Вобан только на четвертую ночь решил заложить пять рикошетных батарей во второй параллели, на продолжении фасов атакованных построек, для стрельбы уменьшенными зарядами. Это было смелым новшеством, но быстро полученный хороший результат обстрела показал, что обороняющиеся не в состоянии были противодействовать подобному огню. Небольшое число отвечавших с крепости орудий вынуждено было переменить места после нескольких выстрелов из рикошетных батарей. На шестую ночь сапы были уже доведены на расстояние 50 метров от исходящих углов плацдармов, и появилась возможность построить напротив Лимбургского бастиона ещё одну рикошетную батарею и 2 мортирных по сторонам от неё, каждая по 12 орудий. Последние две батареи имели целью разрушить главный шлюз, которым вода Дендера держалась на высоте 10 футов выше ординара и обеспечивала наводнение. На восьмую ночь все три исходящих угла прикрытого пути были атакованы, и осаждающий, произведя венчание гласиса. При атаке Вобан получил контузию в левое плечо, которая, однако, не приостановила его деятельности. Осаждающие уже на следующую, девятую, ночь приступили к постройке брешь-батарей. Осаждённые взорвали мину под шпицем равелина, не причинившую никакого вреда осаждающим.
31 мая шлюз на Дендере был разрушен огнём мортирных батарей, и река спустилась до нормального уровня за 5 часов. На десятую ночь от начала осады, 1 июня, в равелине была пробита брешь, немедленно занятая атакующими. Защитники равелина, будучи отрезанными от крепости, потому что мост, служащий им для сообщения, был разбит огнём осаждавших, 3 июня сдали равелин вместе с редутом, французам. В последующие две ночи, одиннадцатую и двенадцатую, пристроены были ещё две брешь-батареи напротив фасов бастионов и установлена 21 мортира для обстрела внутренности крепости.
В полдень 3 июня от огня брешь-батарей стена Намюрского бастиона обрушилась на протяжении 30 метров, а к 5 июня огнём этих же батарей были сделаны 3 бреши с удобными для подъёма обвалами, на которые можно было взойти фронтом по 20-30 человек. К этому же времени была закончена плотина через ров перед Намюрским бастионом, и атакующий готовился уже к решительному штурму, когда гарнизон крепости на 14-й день осады (в ночь с 4 на 5 июня) сдался на капитуляцию.

## Результаты
Потери у атакующих были всего в 200 человек убитых и раненых, при сдаче были взяты 31 пушка и 1 мортира. Гарнизон в 3000 человек получил свободный выход.
Такому успеху осады французы были обязаны исключительно Вобану, который, зная хорошо крепость, искусным ведением подступов и применением рикошетного огня сумел парализовать силу крепости и энергию гарнизона. Осада эта обыкновенно считается образцом крепостной войны. Сам Вобан написал в своих воспоминаниях:

«Я не думаю, чтоб нашлась ещё одна подобная правильная осада, которая так быстро и с таким малым трудом передала бы в руки осаждающего столь превосходную крепость, как взятая нами»

По Рисвикскому миру 1697 года Ат был возвращен Испании.